# Onthophagus zymoticus
Onthophagus zymoticus är en skalbaggsart som beskrevs av Moxey 1963. Onthophagus zymoticus ingår i släktet Onthophagus och familjen bladhorningar. Inga underarter finns listade i Catalogue of Life.